# Польща на літніх Олімпійських іграх 1924
Виступ Польщі на літніх Олімпійських іграх 1924 у Парижі, Франція був першим виступом Польщі на Олімпійських іграх. Польща виступала як Польська Республіка. Була представлена 65 спортсменами (64 чол., 1 жін.)  у 38 дисциплінах у 10 видах спорту.

## Результати змагань

### Академічне веслування
| Змагання            | Спортсмени                                                                            | Перший раунд | Перший раунд | Перший раунд | Відбірковий заїзд | Відбірковий заїзд | Відбірковий заїзд | Фінал            | Фінал            |
| Змагання            | Спортсмени                                                                            | Заїзд        | Час          | Місце        | Заїзд             | Час               | Місце             | Час              | Місце            |
| ------------------- | ------------------------------------------------------------------------------------- | ------------ | ------------ | ------------ | ----------------- | ----------------- | ----------------- | ---------------- | ---------------- |
| одиначки            | Анджей Осецимський-Чапський                                                           | 1            | невідомо     | 3            | завершив виступ   | завершив виступ   | завершив виступ   | завершив виступ  | завершив виступ  |
| четвірки з кермовим | Антоні Бжозовський Хенрік Фрончак Едмунд Ковалець Юзеф Шавара Владислав Надратовський | 2            | невідомо     | 3            | завершили виступ  | завершили виступ  | завершили виступ  | завершили виступ | завершили виступ |

### Бокс
| Боксер             | Вагова категорія  | 1/8 фіналу       | 1/8 фіналу       | Чвертьфінал     | Півфінал        | Фінал / Матч за бронзу | Фінал / Матч за бронзу |
| Боксер             | Вагова категорія  | Опозиція Оцінка  | Опозиція Оцінка  | Опозиція Оцінка | Опозиція Оцінка | Опозиція Оцінка        | Ранг                   |
| ------------------ | ----------------- | ---------------- | ---------------- | --------------- | --------------- | ---------------------- | ---------------------- |
| Ян Ертманський     | Напівсередня вага | BYE              | Гаггерті (USA) L | Не пройшов      | Не пройшов      | Не пройшов             | 9                      |
| Ян Гербіх          | Напівважка вага   | BYE              | Петерсен (DEN) L | Не пройшов      | Не пройшов      | Не пройшов             | 9                      |
| Томаш Конажевський | важка вага        | BYE              | Ларсен (DEN) L   | Не пройшов      | Не пройшов      | Не пройшов             | 9                      |
| Євгеніуш Новак     | середня вага      | BYE              | Мерфі (IRL) L    | Не пройшов      | Не пройшов      | Не пройшов             | 9                      |
| Адам Світек        | Напівсередня вага | Гаггерті (USA) L | Не пройшов       | Не пройшов      | Не пройшов      | Не пройшов             | 17                     |

### Боротьба
| спортсмен             | Подія        | Перший тур             | Другий тур             | Третій тур             | Четвертий тур          | П'ятий тур             | Шостий раунд           | Сьомий раунд           | Восьмий раунд          | ранг |
| спортсмен             | Подія        | Протистояння Результат | Протистояння Результат | Протистояння Результат | Протистояння Результат | Протистояння Результат | Протистояння Результат | Протистояння Результат | Протистояння Результат | ранг |
| --------------------- | ------------ | ---------------------- | ---------------------- | ---------------------- | ---------------------- | ---------------------- | ---------------------- | ---------------------- | ---------------------- | ---- |
| Вацлав Окуліч-Козарин | середня вага | Веув (SUI) W           | Ліндфорс (FIN) L       | Відаль (ESP) W         | Ялаз (TUR) W           | Грбич (YUG) L          | Не пройшов             | Не пройшов             | Н/Д                    | 7    |
| Леон Рекавек          | легка вага   | Павлідіс (GRE) W       | Пракс (EST) L          | Аскехаве (DEN) L       | Не пройшов             | Не пройшов             | Не пройшов             | Ні                     | Ні                     | 13   |

### Велоспорт
| Велосипедист                                                             | Змагання                 | Фінал               | Фінал               |
| Велосипедист                                                             | Змагання                 | Результат           | Місце               |
| ------------------------------------------------------------------------ | ------------------------ | ------------------- | ------------------- |
| Віктор Хоехсманн                                                         | Роздільна гонка          | Не доїхав до фінішу | Не доїхав до фінішу |
| Фелікс Костжембський                                                     | Роздільна гонка          | 8:14:43.6           | 55                  |
| Казімєж Кшемінський                                                      | Роздільна гонка          | 8:40:18.6           | 59                  |
| Освальд Міллер                                                           | Роздільна гонка          | 7:46:56.0           | 48                  |
| Віктор Хоехсманн Фелікс Костжембський Казімєж Кшемінський Освальд Міллер | Командна роздільна гонка | 24:42:08.2          | 14                  |

| Велосипедист                                              | Подія                         | Перший раунд | Перший раунд | Перша повторна зустріч   | Перша повторна зустріч   | Чвертьфінал | Чвертьфінал | Друга повторна зустріч | Друга повторна зустріч | Півфінал      | Півфінал      | Фінал         | Фінал         |
| Велосипедист                                              | Подія                         | Результат    | Ранг         | Результат                | Ранг                     | Результат   | Ранг        | Результат              | Ранг                   | Результат     | Ранг          | Результат     | Ранг          |
| --------------------------------------------------------- | ----------------------------- | ------------ | ------------ | ------------------------ | ------------------------ | ----------- | ----------- | ---------------------- | ---------------------- | ------------- | ------------- | ------------- | ------------- |
| Юзеф Ланге                                                | 50 км                         | Ні           | Ні           | Ні                       | Ні                       | Ні          | Ні          | Ні                     | Ні                     | Ні            | Ні            | Невідомий     | 5             |
| Ян Лазарський                                             | 50 км                         | Н/Д          | Н/Д          | Н/Д                      | Н/Д                      | Н/Д         | Н/Д         | Н/Д                    | Н/Д                    | Н/Д           | Н/Д           | Невідомо      | 8–36          |
| Ян Лазарський                                             | Спринт                        | Невідомий    | 2 R          | Невідомий                | 2                        | Не пройшов  | Не пройшов  | Не пройшов             | Не пройшов             | Не пройшов    | Не пройшов    | Не пройшов    | Не пройшов    |
| Францишек Шимчик                                          | Спринт                        | 13.6         | 1 Q          | Розширений безпосередньо | Розширений безпосередньо | Невідомий   | 3 R         | Не заводився           | Не заводився           | Не просунувся | Не просунувся | Не просунувся | Не просунувся |
| Юзеф Ланге Ян Лазарський Томаш Станкевич Францишек Шимчик | Командна гонка переслідування | 5:16,0       | 1 Q          | Ні                       | Ні                       | 5:16,8      | 2 q         | Ні                     | Ні                     | 5:18,0        | 1 Q           | 5:23,0        | 2             |

### Кінний спорт
| Наїзник                                                                      | Змагання                     | Фінал  | Фінал  | Фінал |
| Наїзник                                                                      | Змагання                     | Бали   | Час    | Місце |
| ---------------------------------------------------------------------------- | ---------------------------- | ------ | ------ | ----- |
| Казімєж де Роство-Суський                                                    | Троєборство                  | 958.5  | N/A    | 24    |
| Здзіслав Дзядульський                                                        | Конкур                       | 30.50  | 2:49.4 | 28    |
| Тадеуш Коморовський                                                          | Троєборство                  | 929.0  | N/A    | 26    |
| Адам Крулікевич                                                              | Конкур                       | 10.00  | 2:38.4 | 3     |
| Казімєж Шосланд                                                              | Троєборство                  | 964.5  | N/A    | 23    |
| Казімєж Шосланд                                                              | Конкур                       | 39.25  | 3:20.0 | 32    |
| Кароль Руммель                                                               | Троєборство                  | 1648.5 | N/A    | 10    |
| Кароль Руммель                                                               | Конкур                       | 18.00  | 2:38.2 | 10    |
| Казімєж де Роство-Суський Тадеуш Коморовський Казімєж Шосланд Кароль Руммель | Триборство Командна першість | 3751.5 | N/A    | 7     |
| Здзіслав Дзядульський Адам Крулікевич Казімєж Шосланд Кароль Руммель         | Конкур Командна першість     | 58.50  | N/A    | 6     |

### Легка атлетика
| Спортсмен                                             | Змагання                         | Нагрівання | Нагрівання | Чвертьфінал | Чвертьфінал | Півфінал   | Півфінал   | Фінал      | Фінал      |
| Спортсмен                                             | Змагання                         | Результат  | Ранг       | Результат   | Ранг        | Результат  | Ранг       | Результат  | Ранг       |
| ----------------------------------------------------- | -------------------------------- | ---------- | ---------- | ----------- | ----------- | ---------- | ---------- | ---------- | ---------- |
| Стефан Адамчак                                        | Стрибки з жердиною               | Ні         | Ні         | Ні          | Ні          | 3.20       | 9          | Не пройшов | Не пройшов |
| Антоні Чейзік                                         | Десятиборство                    | Ні         | Ні         | Ні          | Ні          | Ні         | Ні         | 6319,455   | 12         |
| Владислав Добровольський                              | 100 м                            | 11.5       | 5          | Не пройшов  | Не пройшов  | Не пройшов | Не пройшов | Не пройшов | Не пройшов |
| Юзеф Яворський                                        | 1500 м                           | Ні         | Ні         | Ні          | Ні          | 4:28,4     | 8          | Не пройшов | Не пройшов |
| Стефан Костжевський                                   | 800 м                            | Ні         | Ні         | 2:01,6      | 4           | Не пройшов | Не пройшов | Не пройшов | Не пройшов |
| Стефан Костжевський                                   | 1500 м                           | Ні         | Ні         | Ні          | Ні          | 4:29,0     | 7          | Не пройшов | Не пройшов |
| Стефан Олдак                                          | 400 м                            | 55,0       | 3          | Не пройшов  | Не пройшов  | Не пройшов | Не пройшов | Не пройшов | Не пройшов |
| Стефан Олдак                                          | 800 м                            | Ні         | Ні         | 2:09,6      | 6           | Не пройшов | Не пройшов | Не пройшов | Не пройшов |
| Станіслав Сосніцький                                  | 100 м                            | 11.6       | 4          | Не пройшов  | Не пройшов  | Не пройшов | Не пройшов | Не пройшов | Не пройшов |
| Станіслав Сосніцький                                  | Стрибки в довжину                | Ні         | Ні         | Ні          | Ні          | 5.67       | 12         | Не пройшов | Не пройшов |
| Станіслав Свєнтоховський                              | 400 м                            | 55.4       | 4          | Не пройшов  | Не пройшов  | Не пройшов | Не пройшов | Не пройшов | Не пройшов |
| Стефан Шелестовський                                  | 5000 м                           | Ні         | Ні         | Ні          | Ні          | Невідомий  | 9          | Не пройшов | Не пройшов |
| Олександр Шенайч                                      | 100 м                            | Невідомий  | 4          | Не пройшов  | Не пройшов  | Не пройшов | Не пройшов | Не пройшов | Не пройшов |
| Олександр Шенайч                                      | 200 м                            | 22.8       | 4          | Не пройшов  | Не пройшов  | Не пройшов | Не пройшов | Не пройшов | Не пройшов |
| Славош Шидловський                                    | Метання диска                    | Ні         | Ні         | Ні          | Ні          | 35,71      | 7          | Не пройшов | Не пройшов |
| Славош Шидловський                                    | Метання списа                    | Ні         | Ні         | Ні          | Ні          | 46,00      | 14         | Не пройшов | Не пройшов |
| Зигмунт Вайс                                          | 100 м                            | 11.4       | 5          | Не пройшов  | Не пройшов  | Не пройшов | Не пройшов | Не пройшов | Не пройшов |
| Зигмунт Вайс                                          | 200 м                            | 23.4       | 3          | Не пройшов  | Не пройшов  | Не пройшов | Не пройшов | Не пройшов | Не пройшов |
| Станіслав Зіффер                                      | 5000 м                           | Ні         | Ні         | Ні          | Ні          | 16:36,0    | 14         | Не пройшов | Не пройшов |
| Станіслав Зіффер                                      | біг на 3000 метрів з перешкодами | Ні         | Ні         | Ні          | Ні          | 10:38,4    | 5          | Не пройшов | Не пройшов |
| Юліан Лукашевич Стефан Шелестковский Станислав Зиффер | командний біг на 3000 метрів     | Ні         | Ні         | Ні          | Ні          | 41         | 5          | Не пройшов | Не пройшов |

### Вітрильний спорт
| Спортсмен           | Змагання | Кваліфікація | Кваліфікація | Кваліфікація | Кваліфікація | Фінал      | Фінал      | Фінал      | Фінал      |
| Спортсмен           | Змагання | Заплив 1     | Заплив 2     | Заплив 3     | Підсумок     | Заплив 1   | Заплив 2   | Підсумок   | Місце      |
| ------------------- | -------- | ------------ | ------------ | ------------ | ------------ | ---------- | ---------- | ---------- | ---------- |
| Едвард Бриземейстер | монотип  | 6            | 6            | N/A          | N/A          | Не пройшов | Не пройшов | Не пройшов | Не пройшов |

### Стрільба
| Стрілок                                                                                         | Змагання                            | Фінал | Фінал |
| Стрілок                                                                                         | Змагання                            | Бали  | Місце |
| ----------------------------------------------------------------------------------------------- | ----------------------------------- | ----- | ----- |
| Маріан Божемський                                                                               | Скорострільний пістолет, 25 м       | 17    | 9     |
| Маріан Божемський                                                                               | Довільна гвинтівка, 600 м           | 66    | 60    |
| Болеслав Госцевич                                                                               | Скорострільний пістолет, 25 м       | 13    | 47    |
| Станіслав Ковальшевський                                                                        | Скорострільний пістолет, 25 м       | 16    | 21    |
| Станіслав Ковальшевський                                                                        | Довільна гвинтівка, 600 м           | 69    | 58    |
| Валеріан Маріанський                                                                            | Скорострільний пістолет, 25 м       | 16    | 21    |
| Владислав Швентек                                                                               | Довільна гвинтівка, 600 м           | 62    | 65    |
| Еугеніуш Вашкевич                                                                               | Довільна гвинтівка, 600 м           | 64    | 63    |
| Маріан Божемський Францишек Брожек Болеслав Госцевич Станіслав Ковальчевський Владислав Швентек | Довільна гвинтівка (команди), 600 м | 477   | 15    |

### Фехтування
| Фехтувальник                                          | Змагання       | Раунд 1                                                                      | Раунд 1 | Раунд 2    | Раунд 2    | Чвертьфінал | Чвертьфінал | Півфінал   | Півфінал   | Фінал      | Фінал      |
| Фехтувальник                                          | Змагання       | Результат                                                                    | Ранг    | Результат  | Ранг       | Результат   | Ранг        | Результат  | Ранг       | Результат  | Ранг       |
| ----------------------------------------------------- | -------------- | ---------------------------------------------------------------------------- | ------- | ---------- | ---------- | ----------- | ----------- | ---------- | ---------- | ---------- | ---------- |
| Конрад Вінклер                                        | Рапіра         | Менді (URU) L 4-5 Еттінгер (AUT) L 3-5 Альбарет (SUI) L 3-5 Мунк (DEN) L 3-5 | 5       | Не пройшов | Не пройшов | Не пройшов  | Не пройшов  | Не пройшов | Не пройшов | Не пройшов | Не пройшов |
| Альфред Адер Адам Папе Конрад Вінклер Єжи Забельський | Командна шабля | Нідерланди (NED) L 0-16 США (USA) L 4-12                                     | 4       | Н/Д        | Н/Д        | Не пройшов  | Не пройшов  | Не пройшов | Не пройшов | Не пройшов | Не пройшов |

| Фехтувальниця   | Змагання | Чвертьфінал                                                                                       | Чвертьфінал | Півфінал   | Півфінал   | Фінал      | Фінал      |
| Фехтувальниця   | Змагання | Результат                                                                                         | Ранг        | Результат  | Ранг       | Результат  | Ранг       |
| --------------- | -------- | ------------------------------------------------------------------------------------------------- | ----------- | ---------- | ---------- | ---------- | ---------- |
| Ванда Дубенська | Рапіра   | Даніель (GBR) L 0-5 Гамільтон (SWE) L 1-5 Бардінг (DEN) L 0-5 Бори (FRA) L 1-5 де Бур (NED) L 0-5 | 6           | Не пройшла | Не пройшла | Не пройшла | Не пройшла |

### Футбол
| 26 травня 1924 рік, 17:00 |

| Польща | 0:5  | Угорщина                                                           |
| ------ | ---- | ------------------------------------------------------------------ |
|        | звіт | Йожеф Айзенгоффер 15' Ференц Хірзер 51', 58' Золтан Опата 70', 87' |

| Париж Стадіон "Бержер" Глядачів: 3 000 Арбітр: Йоханнес Муттерс |

## Уродженці України
- Францишек Шимчик
- Адам Крулікевич
- Тадеуш Бур-Коморовський
- Юліан Лукашевич